# Branislav Kerac
Branislav Kerac (Novi Sad, 7 settembre 1952) è un fumettista e illustratore serbo.
Fra i suoi lavori principali si possono citare "Poručnik Tara" (sceneggiatore Svetozar Obradović), "Kobra" (sceneggiatore Obradović), "Cat Claw", "Tarzan", "Il grande Blek" (sceneggiatore Obradović), "Balkan Ekspres" (sceneggiatore Gordan Mihić), "Ghost" (sceneggiatore Doug Moench), "The Black Pearl" (sceneggiatore Mark Hamill) e Martin Mystère (sceneggiatore Vincenzo Beretta e Lorenzo Bartoli).